# Walentin Boriejko
Walentin Wasiljewicz Boriejko (Валентин Васильевич Борейко, ur. 7 października 1933 w Leningradzie, zm. 27 grudnia 2012 w Petersburgu) – rosyjski wioślarz reprezentujący ZSRR, mistrz olimpijski i wicemistrz świata.

## Kariera
Wystąpił na igrzyskach olimpijskich w Rzymie w 1960, gdzie wspólnie z Olegiem Gołowanowem wywalczył złoty medal w dwójkach bez sternika. W finale o 1,68 sekundy wyprzedzili osadę Austrii i o 1,79 sekundy osadę Finlandii. Brał też udział w igrzyskach olimpijskich w Tokio w 1964, gdzie w tej samej konkurencji odpadł w repasażach pierwszej rundy. 
W dwójkach bez sternika zdobywał też srebrne medale na mistrzostwach świata w Lucernie (1962) oraz mistrzostwach Europy w Mâcon (1959).
Zdobywał mistrzostwo ZSRR w dwójkach bez sternika w latach 1959-1963. Po zakończeniu kariery został trenerem, prowadził między innymi reprezentację ZSRR na igrzyskach olimpijskich w Monachium (1972). Odznaczony Orderem „Znak Honoru” (1960) oraz tytułami Zasłużonego Mistrza Sportu ZSRR (1960) i Zasłużonego Trenera ZSRR (1972). Został pochowany na Cmentarzu Serafimowskim w Petersburgu.